# Ormurin langi
Ormurin langi (Ormen hin Lange) er et færøsk kvad om den norske kong Olav Tryggvason og hans kongeskib Ormen Lange. Kvadet er på 86 vers og er forfattet af den færøske digter Jens Christian Djurhuus mellem 1819 og 1823.
Omkring år 1800 opstod øget opmærksomhed på den færøske folkeviseskat, der levede i mundtlig tradition og blev sunget til den færøske dans. Før 1800 havde Jens Christian Svabo optegnet viser, men efter 1800 kom der for alvor gang i indsamlingen af Johan Henrik Schrøter, Jóannes í Króki og V. U. Hammershaimb. Man tillagde de gamle viser historisk værdi, men interesserede sig også for yngre viser som skæmteviser, og der blev digtet nye kvad i gammel stil. En digter, der gør sig særligt bemærket, er Jens Chr. Djurhuus (1773-1853), der var bonde i Kollafjørður. Af hans digterværker er kvadet om Ormen den Lange det bedst kendte. Hans måske mest særprægede værk er Púkaljómur (Djævlekvadet), et religiøst epos, der bygger på den engelske digter John Miltons værk ”Paradise Lost” fra 1600-tallet i Schønheyders danske oversættelse fra 1790.
Det er først og fremmest i de norrøne sagaer, han henter stof f.eks. Heimskringla (de norske kongers historie) og Færingesaga.
I Romantikken stod den norrøne litteratur i høj kurs. Alt tyder på , at færinger straks tog hans digtning til hjertet. I en rejsebeskrivelse fra 1847-48 siger viseoptegneren og præsten V. U. Hammershaimb:
”Den gamle bonde Jens Christian Djurhuus i Kollafirði har efter sagaerne digtet mange kvæder, som have gjort megen lykke og synges overalt med lyst, da sproget i dem er rent og de ere godt holdte i den gamle stil; især må mærkes hans kvad om Olaf Tryggvason eller slaget ved Svolder, Sigmunds og Leifs kvæder og hans bearbejdelse af Miltons tabte paradis med en sjælden versbygning.”
Kvadet om Ormen den Lange henter sit stof fra Heimskringlas beretning om Søslaget ved Svold i år 1000, da den svenske og den danske konge (Olof Skotkonung og Svend Tveskæg) og den norske Erik Jarl angreb den norske konge Olav Tryggvason, mens han med sin flåde var på vej hjem fra Vendland til Norge om bord på sit skib Ormen den Lange. De angreb efter tur: kong Olav slog de to kongers angreb tilbage, men måtte se sig besejret af sin landsmand Erik Jarl. Slagets udfald er velkendt: da Olav indser at slaget er tabt, springer han overbord sammen med de overlevende mænd. Man ved ikke, hvor dette slag stod, det er endda tvivlsomt om nogen ø har heddet Svolder. I kvadet lader digteren Olav sejle fra Østersøen ind i Øresund, hvor han tænker sig øen placeret og søslaget i sundet mellem øen og land. 
På 10 frimærker ved Postverk Føroya fra 2006 ses optrin fra det drama, som kvadet beskriver. Vi ser skibsbyggeriet og søsætningen, kongen siddende i højsædet mens han modtager bueskytten Einar, og vi ser flåden stå til søs. Vi ser Ormen og de andre skibe stævne ind i sundet mens modstanderne står på land og betragter dem. I stavnen på Ormen ser vi den rødhårede Ulf, mens kongen og bueskytten Einar ses oppe på ”løftingen” (forhøjning bag i skibet). Vi ser ligene styrte i havet under slaget, som ender med, at Erik indtager Ormen og kommandoen over skibet. 
Vi ved ikke, hvornår kvadet om Ormen den Lange er blevet digtet. Den ældste optegnelse stammer fra 1819, skrevet af Jóannes í Króki i bygden Sandur, og han optager den også i 1823 i sin store visesamling Sandøbogen, og da med den oplysning, at han har fået visen fra digteren selv. Da Svend Grundtvig og Jørgen Bloch omkr. 1880 redigerede samleværket Føroya kvæði (Færøernes folkeviser), havde de kendskab til seks optegnelser af kvadet. Senere er digterens egenhændige optegnelse selv dukket op, men hvornår den er fra, ved vi ikke. Kvadet benævnes nu aldrig andet end ”Ormurin Langi”, dvs. Ormen den Lange, men det er ikke den titel digteren selv brugte.

Han kaldte det ”Olaf Trygvasons kvad”, og samme titel finder vi hos andre optegnere som Jóannes í Króki, og det blev også titlen i Føroya kvæði. Benævnelsen efter skibet møder vi første gang i en optegnelse fra 1846 (”Kvadet om Ormen Lange”). Da Hammershaimb lod kvadet trykke i sit hovedværk ”Færøsk Anthologi” (1891), brugte han titlen ”Ormurin langi”, og samme titlen blev brugt, da det i 1882 blev trykt som føljeton i avisen Dimmalætting. Der er i kvadteksten en del variationer fra optegnelse til optegnelse, men når kvadet fremføres i dag, er det altid i den form der kendes fra Færøsk Anthologi. De gamle optegnelser er heller ikke enige om, hvilket omkvæd (og dermed melodi) der skal bruges. Det omkvæd som i dag er enerådende, findes kun i én af de ældste optegnelser, og det er det, der bruges i Færøsk Anthologi, og som i øvrigt kendes som omkvæd til nogle af de gamle kvad. Færøsk Anthologi har virket standardiserende, og dens tekst har opnået en form for autorisation. 
Kvadet er blevet folkeeje. Alle færinger kender det, det er blevet flittigt læst og lært i skolen, og de fleste kan synge med, når det fremføres i dansen. Det er velkomponeret, levende og logisk, og der er fynd i det digteriske sprog.